# Cryptocelis alba
Cryptocelis alba är en plattmaskart. Cryptocelis alba ingår i släktet Cryptocelis och familjen Cryptocelidae. Inga underarter finns listade i Catalogue of Life.